# 스탠리 볼드윈
뷰들리의 1대 볼드윈 백작 스탠리 볼드윈 (Stanley Baldwin, 1st Earl Baldwin of Bewdley, KG, 1867년 8월 3일~1947년 12월 14일)은 영국의 보수당 정치인으로 3회의 총리 (1923년 ~ 1924년, 1924년 ~ 1929년, 1935년 ~ 1937년)였다. 그는 노동 불안, 1935년 에티오피아 위기와 1936년 에드워드 8세의 퇴위와 다루었다. 그는 1928년 완전한 성인 선거권을 보증하는 입법을 통과시켰다.

## 어린 시절
우스터셔주 뷰들리 로어파크에 있는 로어파크 하우스에서 태어난 볼드윈은 세인트마이클 스쿨과 트리니티 칼리지에서 수학하였다. 졸업에 그는 가족 사업에 가입하였다. 그는 철강업의 가족 사업에서 매우 정통하였고, 현대화 산업가로서 평판을 얻었다. 후에 그는 1908년 부친의 사망에 20만 파운드와 그레이트 웨스턴 철도의 감독직을 물려받았다. 1892년 9월 12일 그는 루시 리즈데일에게 결혼하였다.

## 정치 생활

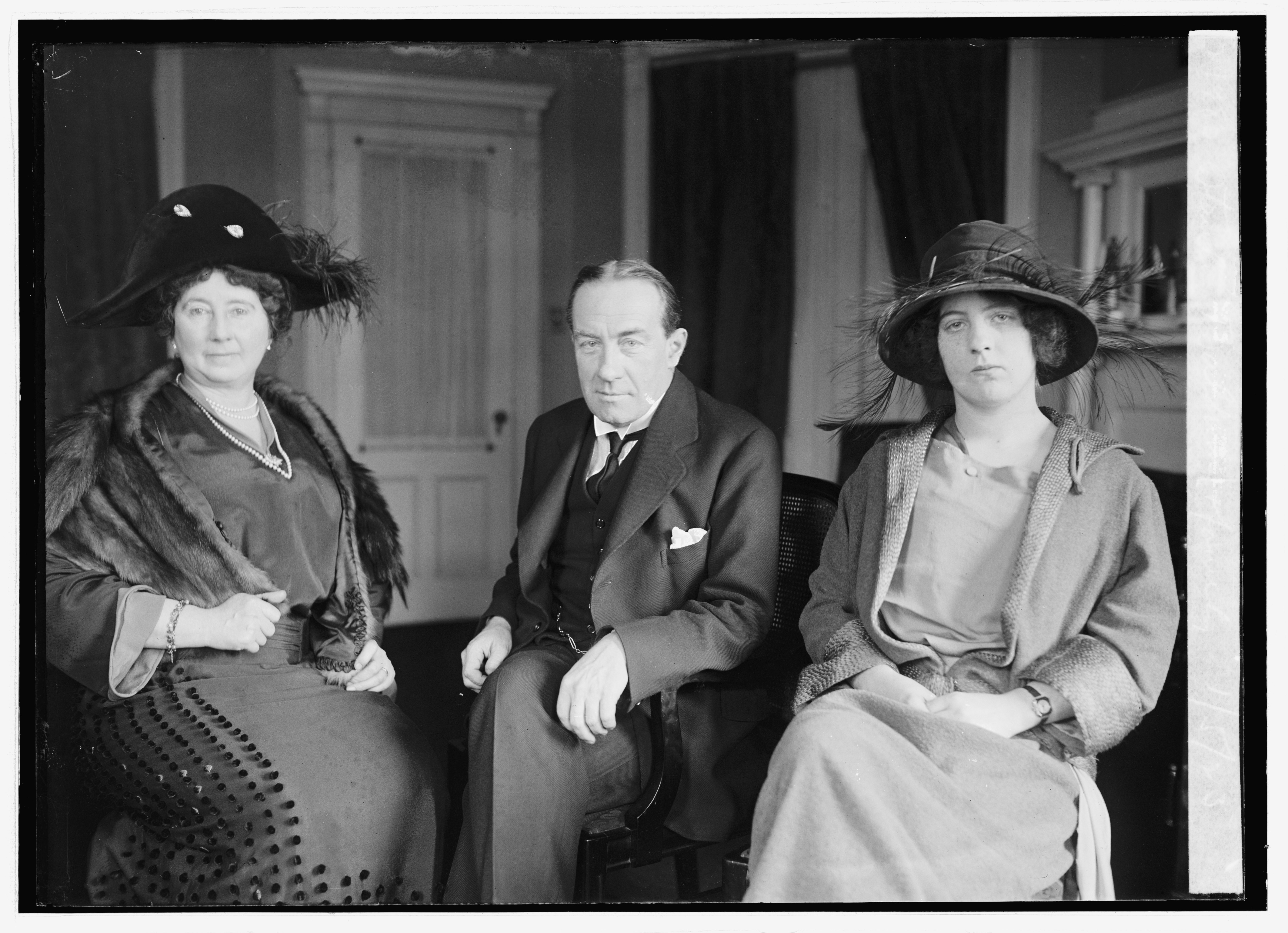
부인 루시 여사와 딸 다이애나와 함께

1906년 총선에서 볼드윈은 키더민스터를 경쟁하였으나 자유 무역의 문제에 당의 갈라짐 후에 보수당의 압도적 패배 가운데 패하였다. 하지만 1908년 그는 뷰들리를 위한 의원으로서 자신의 사망한 부친 앨프레드의 뒤를 이었다. 제1차 세계 대전이 일어난 동안 그는 보수당의 당수 앤드루 보너 로에 의회 시사가 되었고, 1917년 재무부에 재정 서기의 하급 장관직으로 임명되었다. 이 직위에서 그는 영국의 전쟁 빚을 갚으기 위하여 부자들에 의한 자발적 기부를 격려하는 데 추구하였다. 그는 개인적으로 자신의 아주 작은 재산 중에 5 분의 1을 기부하였다. 그는 1916년에 임명된 하드먼 레버 경과 함께 공동으로 지냈으나 1919년 후에 볼드윈은 홀로 크게 임무들을 수행하였다. 그는 1920년 국왕 탄생일 서훈에서 추밀원으로 임명되었다. 1921년 그는 상무성의 회장으로서 내각으로 승진되었다.
1922년 후순에 그 존재하는 자유당의 데이비드 로이드 조지와 연정에 보수당 안에서 불평이 꾸준히 자라났다. 볼드윈은 의회 회의가 열린 동안 10월 자신이 더 이상 연정을 지지하지 않을 것을 공고하였고 정치를 가로질러 파멸을 가져오고 있었던 "역동적인 힘"으로 로이드 조지를 비난하였다. 회의는 당의 리더십의 대부분의 소원에 대항하여 연정을 떠나는 데 선택하였다. 결과로서 새로운 보수당의 당수 앤드루 보너 로는 자신의 내각을 위하여 새로운 장관들을 위한 검색으로 강요되어 볼드윈을 재무장관으로 승진시켰다. 1922년 11월 총선에서 보수당원들은 자신들의 권리에 다수와 함께 복귀되었다.

## 총리로서 첫 임명
1923년 5월 보너 로 총리는 말기암과 진단되어 즉시 퇴직하였다. 많은 당의 상급 지도적 인물들이 정부의 외부에 멍하니 서있으면서 그의 뒤를 잇는 데 2명 만의 후보들이 있었다 - 외무장관 조지 커즌과 볼드윈. 선택은 형식적으로 상급 장관과 공무원들의 조언에 활동한 조지 5세에게 떨어졌다. 사실들이 가장 중요한 것을 증명한 것이 전체적으로 명확하지 않았으나 어떤 보수당 정치인들은 커즌이 상원의 일원이었기 때문에 그가 총리 역할을 위하여 어울리지 않았던 것을 느꼈다. 마찬가지로 국내 정세에서 커즌의 부족한 경험, 그의 성격과 보수당이 그 당파심이 강한 이미지를 주는 데 추구하고 있었을 때 당시 그의 귀족적 배경은 전부 장애로 간주되었다. 당시 거의 중요성은 아서 밸푸어의 개입으로 주어졌다.
국왕은 볼드윈이 총리가 되는 것으로 바뀌었다. 시초적으로 또한 볼드윈은 자신이 정부에 가입하는 데 전 자유당 재무장관 레지널드 매키나를 보강하는 데 추구한 동안 재무장관을 지내기도 하였다.
이제 보수당원들은 하원에서 명확한 다수를 가졌고, 새로운 총선을 개최하는 데 헌법적으로 요구되기 전에 또다른 5년 동안 다스릴 수 있었으나 볼드윈은 더욱 나가서의 선거 없이 관세의 소개가 없을 이전의 선거에서 보너 로의 오래된 서약에 묶인 느낌이 들었다. 가격과 이익들이 하락한 자유 무역 수입품의 여파로 국가가 늘어나는 실업을 향하면서 볼드윈은 보호 무역의 관세를 소개하여 실업을 몰아내는 위임을 구하는 데 12월 총선을 부르는 데 결정하였다. 이것이 그의 나뉜 당을 재결합시키는 데 성공하였어도 선거의 결과는 결정적이지 않았으며 보수당원들은 258명, 노동당원들은 191명, 그리고 자유당원들은 159명의 의원들을 얻었다. 보수당원들이 하원에서 복수를 유지한 동안 그들은 명확하게 중앙 선거에서 관세의 문제에 명확하게 꺾였다. 볼드윈은 정부가 신뢰 투표 동의에서 패했던 1924년 1월 새 의회의 개회식까지 총리에 남아있었다. 그는 즉시 사임하였다.

## 총리로 복귀

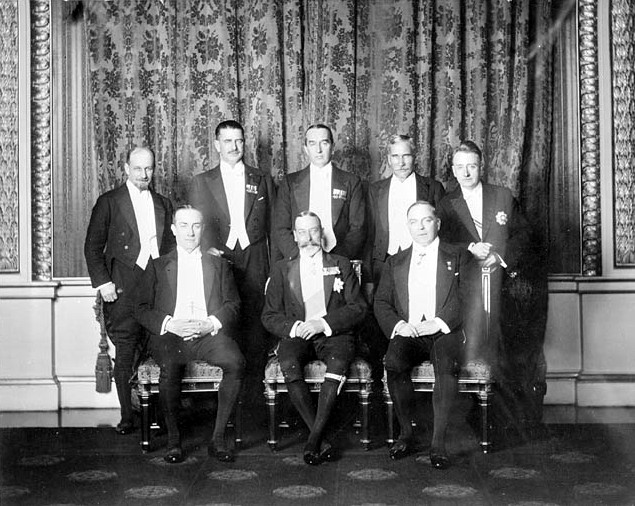
1926년 대영제국 회의에서 (앞줄 왼쪽이 볼드윈)

다음 10개월 동안 램지 맥도널드 총리 아래 불안정한 소수적 노동당 정부가 사무직을 잡았으나 그 정부도 또한 떨어져 또다른 총선이 그해 10월에 열렸다. 이 선거는 주로 이제 종말에 쇠퇴하는 자유당원들의 비용에서 보수당을 위하여 223개의 압도적 다수를 가져왔다. 볼드윈의 새 내각은 이제 로이드 조지의 많은 전직 정치 동료들 - 전 연정의 보수당원들 오스틴 체임벌린 (외무장관), 버켄헤드 경 (인도 대사)와 아서 밸푸어 (1925년 후에 추밀원 의장)과 전 자유당원 윈스턴 처칠 (재무장관)을 포함하였다. 이 시기는 전국에 걸쳐 발생한 혼란에도 불구하고 정부가 날씨를 관리한 위기였던 1926년의 총파업을 포함하였다.
볼드윈의 선동에 위어 경은 '전기 에너지의 국내 문제를 관찰하는" 데 위원회를 이끌었다. 그 일은 1925년 5월 14일 그 보고서를 발간하였고, 그것과 함께 위어 경은 정부에 의하여 절반, 그리고 지역 사업들에 의하여 절반씩 자금 지원된 국가 독점인 중앙전력부를 세우는 데 추천하였다. 볼드윈은 위어 경의 추천들을 받아들였고 그것들은 1926년의 말기에 법률이 되었다. 1929년까지 전기 출력은 네 배였고, 전기를 일으키는 비용은 떨어졌다. 전기의 소비자들은 1926년 백만 명의 4 분의 3에서 1929년 9백만 명으로 상승하였다.
1929년 보수당원들보다 더욱 적은 투표들을 얻었음에 불구하고 하원에서 가장 큰 당으로 노동당이 사무직에 돌아왔다. 반대에 볼드윈은 "책임 없이 권력을 즐기고, 시대에 걸쳐 창녀의 특권을 소유한"것으로 기소한 로서미어와 비버브룩 언론 남작들에 의하여 거의 축출되었다.
1931년까지 볼드윈과 보수당원들은 노동당의 램지 맥도널드와 함께 연정으로 들어갔다. 이 결정은 맥도널드를 그의 당으로부터 제명으로 이끌었고, 추밀원 의장으로서 볼드윈은 1935년 다시 한번 총리가 될 때까지 점점 노령화된 맥도널드를 위하여 사실상 총리가 되었다. 그의 정부는 그러고나서 견해들이 일반 대중의 보수당원들 중에 거의 성원을 즐긴 윈스턴 처칠로부터 반대의 대항에 1935년의 획기적인 인도 법령 정부의 통과를 매우 어렵게 확보하였다.
1932년 볼드윈은 하원에 "폭격기들은 항상 통과할 것이다. 단 하나의 방어는 공격이다."라고 말하였다. 그는 재무장 프로그램을 시작하였고, 야당 노동당으로부터 강한 반대의 표면에 영국 왕립공군을 재결성하여 확장시켰다. 1935년부터 1937년까지 그의 총리 재직 3번째 기간 동안 유럽 대륙에 악화된 정치 상황이 더욱 큰 비판 아래 그의 외교 정책을 가져왔고, 그는 또한 에드워드 8세의 퇴위를 향하였다. 퇴위와 함께 성공적으로 풍화한 그는 새로운 국왕 조지 6세의 즉위식 후에 퇴임하였고, 뷰들리의 볼드윈 백작으로 창조되었다.

## 이후의 생애

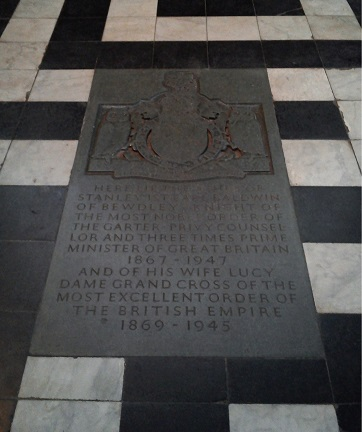
우스터 대성당에 있는 볼드윈의 기념비

퇴임에서 볼드윈의 세월은 조용하였다. 네빌 체임벌린이 사망하면서 전쟁 이전의 유화 정책에서 볼드윈의 지각된 부분은 제2차 세계 대전이 일어난 동안과 그 후에 그를 인기없는 인물로 만들었다. 신문의 캠페인은 그를 전쟁 생산에 자신의 시골 저택의 철문을 기부하지 않은 것으로 사냥하였다. 전쟁이 일어난 동안 윈스턴 처칠은 에이먼 데 벌레라의 아일랜드의 지속적인 중립을 향한 더욱 힘든 경향을 취하는 영국의 조언에 그를 단 한번 상담하였다.
1945년 6월 부인 루시 여사가 사망하였다. 이제 볼드윈 자신은 관절염을 겪어 걸어다는 데 지팡이가 필요하였다. 조지 5세의 동상의 공개식에 1947년 런던에서 자신의 최종 공개적인 출연을 이루었다. 관중들은 전직 총리를 알아주어 그를 응원하였으나 이 당시 볼드윈은 귀머거리였고, 그들에게 "당신들은 나를 야유합니까?"라고 의문하였다. 1930년 케임브리지 대학교의 총장으로 만들어진 그는 1947년 12월 14일 80세의 나이에 우스터셔주 스투어포트온세번 근처 애슬리홀에서 수면 중 자신의 사망까지 이 수용력에 지속하였다. 그는 화장되었고, 그의 재는 우스터 대성당에 안치되었다.

## 유산
볼드윈은 본질적으로 일국보수주의 보수당원이었다. 1937년 자신의 퇴임에 그는 참으로 많은 칭찬을 받았으며, 제2차 세계 대전의 습격은 최악을 위하여 그의 대중적 이미지를 바꾸려고 하였다. 체임벌린과 맥도널드와 더불어 옳고 그름에 볼드윈은 1939년 전쟁 전야에 영국의 군사적으로 준비되지 않은 상태를 위하여 책임을 지었다. 그의 방어자들은 만약 문제에 국가적 합의 없이 공격적인 재무장의 프로그램을 시작할 수 없었던 것을 볼드윈이 느낀 온건파에 맞섰다. 확실히 부전주의 유화 정책은 영국, 프랑스와 미국에서 지배적인 주류의 정치적 견해였다.
하지만 윈스턴 처칠을 위하여 그것은 변명이 아니었다. 그는 완고하게 아돌프 히틀러를 향한 볼드윈의 화해 자세는 영국이 만약 공격을 당했다면 싸우려고 하지 않았던 인상을 나치 독일의 독재자에게 주었다고 믿었다. 네빌 체임벌린 같은 정치적 상대들에게 향한 자신의 아량으로 알려짐에 불구하고, 처칠은 볼드윈을 위하여 아끼지 않았다. 처칠은 1947년 퇴임한 총리에게 80세 생일 인사말을 보내는 데 거절했을 때 "난 스탠리 볼드윈이 아프지 않기를 바라나"면서 "그 일은 그가 살지 않았다면 훨씬 나았을 것입니다."라고 말하였다.
처칠의 "제2차 세계 대전 회고록"의 첫 권에 색인 항목은 볼드윈을 만약 자신이 더욱 공격적인 유화 정책을 수행하였다면 자신이 1935년 선거를 이기지 않을 자신의 입원 주장을 위하여 "
국가 앞에 당을 놓은 것을 인정"하였다고 기록한다. 처칠은 볼드윈에 의한 하원에서 연설을 선별적으로 인용하고, 1933년 그가 선거에 의하여 연설하고 있었을 때 볼드윈이 총선의 연설하고 있는 잘못된 인상을 주며 1935년 선거에 관하여 "우리는 국가에서 아무도 12 개월 전에 가능함으로 믿었던 것을 하기 위하여 위임을 얻았다"는 볼드윈의 사실상 소감들을 함께 모두 생략한다.

## 서훈
- 1937년 뷰들리 오브 볼드윈 백작위(1st Earl Baldwin of Bewdley) 서임
- 1937년 가터 훈장(The Order of the Garter, KG) 수훈